# لی وی‌وی
لی وی‌وی (انگلیسی: Li Weiwei؛ زادهٔ ۷ ژوئیهٔ ۱۹۸۲) بازیکن زن هندبال اهل چین بود. وی در بازی‌های المپیک تابستانی ۲۰۰۴ و ۲۰۰۸ شرکت کرده است.